# Scraping
Scraping je koncertni album američkog americana/indie rock sastava Calexico, objavljen 2002. pod etiketom Our Soil, Our Strength.

## Povijest
Deset pjesama s albuma snimljeno je u Great American Music Hallu u San Franciscu u siječnju 2002. "Sanchez" i "Paper Re-Route" snimljene su u Tucsonu u svibnju 2001., dok snimka za "Stray" potječe iz srpnja 2000., s Roskilde Festivala u Danskoj.

## Popis pjesama
| Br. | Skladba              | Autor             | Trajanje |
| --- | -------------------- | ----------------- | -------- |
| 1.  | »Wash«               | Burns             | 4:27     |
| 2.  | »The Ride (Part II)« | Burns             | 3:11     |
| 3.  | »Sonic Wind«         | Burns, Convertino | 6:10     |
| 4.  | »Frontera/Trigger«   | Burns             | 5:44     |
| 5.  | »El Picador«         | Burns, Convertino | 3:05     |
| 6.  | »Sanchez«            | Burns, Convertino | 4:46     |
| 7.  | »Fade«               | Burns, Convertino | 11:47    |
| 8.  | »Wind Up Bird«       | Burns             | 5:26     |
| 9.  | »Minas de Cobre«     | Burns             | 4:21     |
| 10. | »Lost In Space«      | Burns             | 4:27     |
| 11. | »Stray«              | Burns             | 5:51     |
| 12. | »Crystal Frontier«   | Burns             | 6:50     |
| 13. | »Paper Re-Route«     | Burns, Convertino | 2:49     |

## Osoblje
- John Convertino - bubnjevi, vibrafon
- Joey Burns - gitara, vokali
- Paul Neihaus - pedal steel, akustična gitara
- Jacob Valenzuela - truba, vibracije
- Martin Wenk - truba, vibracije, akustična gitara, melodica
- Volker Zander - uspravni bas
- Mariachi Luz da Luna - pjesma 11

## Recenzije
John Schacht s All Musica u svojem je osvrtu napisao: "Možda i postoje bolje verzije nekih od ovih pjesama na mnogim koncertnim piratskim izdanjima koje je Calexico generirao, ali je malo vjerojatno da će zvučati ovako svježe. Scraping nudi neosporni dokaz da je Calexico jedan od najzabavnijih koncertnih sastava - i, nažalost, iako pomalo zanemareni - što Amerika ima za ponuditi."

## Vanjske poveznice
- Albumi Calexica